# Armbruster Rocks
Die Armbruster Rocks sind eine Gruppe freiliegender Felsen vor der Bakutis-Küste des westantarktischen Marie-Byrd-Lands. Sie ragen auf der Westseite von Wright Island und 14,5 km südwestlich des Kap Felt auf.
Der United States Geological Survey kartierte sie anhand von Vermessungen und Luftaufnahmen der United States Navy zwischen 1959 und 1964. Das Advisory Committee on Antarctic Names benannte sie nach Leutnant Robert
Bernard Armbruster (1924–2008), Kommunikationsoffizier der US Navy im neuseeländischen Christchurch während der Operation Deep Freeze der Jahre 1963 und 1964.